# 赫里霍里夫卡 (亞霍廷市鎮)
50°13′42″N 31°41′29″E / 50.22833°N 31.69139°E
赫里霍里夫卡（羅馬化：Hryhorivka）是位於烏克蘭北部的村莊，由基辅州鲍里斯皮尔区的亞霍廷市鎮負責管轄。該村始建於1927年，面積0.3平方公里，海拔高度129米，2001年人口4，人口密度每平方公里13.3人。